# Nwangong
Nwangong est une localité du Cameroun située dans le département du Lebialem et la Région du Sud-Ouest. Elle fait partie de l'arrondissement d’Alou.

## Population
Lors du recensement de 2005, Nwangong comptait 1 787 habitants.